# الکساندر ماهون
الکساندر ماهون (به انگلیسی: Alexander Mahone) یکی از شخصیت‌های سریال فرار از زندان است. او در فصل دوم سریال مسئول تعقیب کردن زندانیان است.

## حضور

### فصل دوم
او در فصل دوم به عنوان کارآگاه برای دستگیری هشت فراری فاکس ریور انتخاب می‌شود در این هنگام افراد سازمان با او تماس می‌گیرند و تهدید می‌کنند اگر مایکل و لینکلن را نکشد ٬ خانواده‌اش می‌میرند. او در آخر این فصل به دلیل حمل مواد مخدر دستگیر و به زندان سونا می‌افتد.

### فصل سوم
در فصل سوم او به جرم حمل مواد مخدر، پاپوشی که مایکل اسکافیلد برای او ساخته‌است به زندان سونا می‌افتد و سر انجام به کمک مایکل از زندان می‌گریزد.

### فصل چهارم
در فصل چهارم به مایکل و دوستانش کمک ٬ و علیه سازمان فعالیت می‌کند. سازمان فرزند او را به قتل می‌رساند. او به مبارزه ادامه می‌دهد. در عملیات آزادسازی سارا تانکردی از زندان او به مایکل کمک می‌کند.در پایان این فصل ماهون رابطه جدیدی را با فیلیشا لنگ آغاز می‌کند.